# Probabilité a priori
Dans le théorème de Bayes, la probabilité a priori (ou prior) désigne une probabilité se fondant sur des données ou connaissances antérieures à une observation. Elle s'oppose à la probabilité a posteriori (ou posterior) correspondante qui s'appuie sur les connaissances postérieures à cette observation.

## Formalisation

### Théorème de Bayes
Le théorème de Bayes s'énonce de la manière suivante :
{\displaystyle \mathbb {P} (A|B)={\frac {\mathbb {P} (B|A)\cdot \mathbb {P} (A)}{\mathbb {P} (B)}}}, si {\displaystyle \mathbb {P} (B)\neq 0}.
{\displaystyle \mathbb {P} (A)} désigne ici la probabilité a priori de {\displaystyle A}, tandis que {\displaystyle \mathbb {P} (A|B)} désigne la probabilité a posteriori, c'est-à-dire la probabilité conditionnelle de {\displaystyle A} sachant {\displaystyle B}.  {\displaystyle \mathbb {P} (B|A)} est la vraisemblance de A sachant B.

### Lois
Soit θ un paramètre ou vecteur de paramètres inconnu considéré aléatoire : 
- la loi de la variable aléatoire {\displaystyle \theta } avant observation est appelée loi a priori, notée généralement {\displaystyle \pi (\theta )}[1],[2] ;

- la loi de la variable aléatoire {\displaystyle \theta } après observation est appelée loi a posteriori.

### Extension du modèle
Soit X une variable aléatoire dont la loi de probabilité associée dépend de {\displaystyle \theta }, et x l'observation.
Le théorème de Bayes s’énonce alors : {\displaystyle \mathbb {P} (\theta |x)={\frac {\mathbb {P} (x|\theta )\cdot \mathbb {P} (\theta )}{\mathbb {P} (x)}}}.
La probabilité a priori est {\displaystyle \mathbb {P} (\theta )} et la probabilité a posteriori devient {\displaystyle \mathbb {P} (\theta |x)}.
La loi a priori est toujours {\displaystyle \pi (\theta )} et la loi a posteriori est alors la loi de {\displaystyle \theta } conditionnellement à l'observation {\displaystyle x} de {\displaystyle X} et s'écrit donc {\displaystyle \pi (\theta |x)},.

## Choix d’une loi de probabilitéa priori
Les lois a priori peuvent être créées à l'aide d'un certain nombre de méthodes(pp27–41).
- Une loi a priori peut être déterminée à partir d'informations antérieures, telles que des expériences précédentes.

- Elle peut être obtenue à partir de l'évaluation purement subjective d'un expert expérimenté.

- Une loi a priori non informative peut être créée pour refléter un équilibre entre les résultats lorsque aucune information n'est disponible.

- Les lois a priori peuvent également être choisies en fonction d'un certain principe, comme la symétrie ou la maximisation de l'entropie compte tenu des contraintes ; les exemples sont la loi a priori de Jeffreys ou l’a priori de référence de Berger-Bernardo.

- Enfin, lorsqu'il existe une famille d’a priori conjugués (en), le choix d'un a priori dans cette famille simplifie le calcul de la loi a posteriori.